# 오병호
오병호 (吳炳昊, 1988년 2월 24일 ~ )은 강원도 강릉시 출생으로 대한민국 전역으로 활동하며 ESG작가 이자 대한민국의 환경운동가이다.

## 생애
ESG작가인 그는 1995년부터 주변의 환경정화를 시작으로 현재 2022년까지 이어져 오는 시민 사회 활동을 활발하게 해냈다.  정책 입안자, 공무원, 법조인, 환경전문가 등 수많은 관계자들을 만나 어떻게든 녹색전환을 실현하려고 노력해왔고, 새로운 정책 아이디어들을 정부와 공기업 및 공공기업 대기업 중소 중견기업등에 제공했다.  그는 1995년 주변의 환경정화를 시작으로 2022년 현재까지 27년간 시민사회를 위한 정책제안과 환경정화봉사, 환경교육재능교육기부, 음악재능교육기부, 소프트웨어 및 코딩 재능교육기부 등 다양한 활동을 하고 있다. 2013년부터 2022년 지금까지 환경, 생활 등 정책에 관련되어 KBS, MBC, SBS, 연합뉴스, YTN, 강원일보, 강원 도민일보 등 언론사 기고를 진행했고, 가톨릭평화방송인 CPBC와 1년 2개월 간 '기후정의를 말한다.'라는 프로그램으로 인터뷰 형식을 통해 기후위기에 대한 참상과 본인의 해결 노하우 중 일부를 재미있게 전달했다는 평가를 받았다. 라디오 방송, 방송 출연 등 60회 이상의 언론활동도 하고 있다.  2003년 전국 중고생 자원봉사자대회 수상, 2014년 강원대학교 총장 표창, 2015년 한국전력공사주관 전문가과정 최우수상 수상, 2016년 경기 도지사상, 2017년 보건복지부 장관표창, 2018년 강원도지사 표창, 2018년 대한민국 인재상, 2019년 대통령직속 위원회 위원장상 및 춘천시장상, 2021년 환경부장관 표창 등을 수상했다. 정부, 공공기관, 공기업, 대기업, 중소 중견기업, 시민단체 등에서 쌓은 경험과 경력을 바탕으로 미래세대를 위한 지속가능한 세상을 위한 좋은 정책을 만들기 위해 노력하고 있다.

## 방송
- 2017년 YTN 《좋은뉴스》 출연 데일리모션
- 2018년 KBS1 《명견만리》 2018.8.3 패널 출연
- 2018년 KBS1 《명견만리》  2018.10.12 청년 인터뷰어 출연
- 2019년 MBC 《생방송 오늘아침》 제3332회 2019.11.4. 1,919만 원의 주인공을 찾아라!
- 2019년 MBC 《생방송 오늘저녁》 제1201회 2019.11.26. 2019 코리아챌린지! 1,919만원 상금의 주인공은? 출연
- 2020년 - 2021년 cpbc FM 《열린세상 오늘!》 2020년 7월 7일부터 2021년 9월 1일까지 '기후정의를 말한다' 출연
- 2022년 KBS 《TV비평 시청자데스크》 제 984회 2022.05.01. 시청자 탐사대 다큐멘터리 - 아무르 출연
- 2022년 SBS 《물환경대상》 출연 물환경대상

## 학력
- 북평초등학교 졸업
- 광희중학교 졸업
- 북평고등학교 졸업
- 강원대학교 전자공학과 학사

## 경력
- 2010년-현재 한국재정지원운동본부 이사
- 2016년-현재 기후변화청년단체빅웨이브 창립멤버 겸 플래너
- 2019년-현재 SNS문화진흥원 이사 겸 강원지회 회장
- 2021년-현재 강원도청 환경교육진흥위원
- 2010년-현재 환경부 국가환경교육지원단
- 2021년 대통령 직속 민주평화통일자문회의 자문위원
- 2021년-현재 한국ESG학회 정회원
- 2021년-현재 한국ESG협회 전문위원

## 수상 내역
- 2021년 환경부 장관 표창
- 2021년 원주시시설관리공단 이사장 표창
- 2019년  3.1운동 및 대한민국 임시정부 100주년 위원회 위원장상
- 2019년 춘천시청 시장상 수상
- 2018년 교육부 대한민국 인재상 수상
- 2018년 강원도지사 도지사 표창
- 2017년 보건복지부 장관 표창
- 2016년 경기도청 도시자 상
- 2015년 한국전력공사 사장 상
- 2014년 강원대학교 총장표창

## 저서
- 2022년 [2월11일 | ESG 스퀘어]

## 언론기고
- 강원일보 기고 - 빼빼로 대신 기후 살리는 가래떡 어떠세요?
- 강원도민일보 기고 - 강원도 SNS문화 발전을 기대하며
- 강원도민일보 기고 - 첫 국립공원의 날을 축하하며
- 강원도민일보 기고 - 코로나 속 피어난 온라인 재능기부
- 강원도민일보 기고 - [금요산책봉사자의 마음속 숙제]
- 강원도민일보 기고 - 에너지 절약의 소중함 현장에서 체험

## 언론보도
- SBS - SBS 물환경대상 - 14회 후보자 출연
- KBS - 명견만리 Q100 -77회 물고기를 주세요, 기본소득 출연
- KBS - 명견만리 Q100 -82회 소리없는 비명 외로움, 사회를 아프게 하다 출연
- MBC - 생방송 오늘 저녁 2019 코리아챌린지! 1,919만원 상금의 주인공은? - 출연
- MBC - 생방송 오늘 아침 1,919만 원의 주인공을 찾아라! - 출연
- CPBC - 기후정의를 말한다 오병호 활동가 "마스크 쓰레기, 보상 방식 `착한 수거 방안` 도입을"
- CPBC - 기후정의를 말한다 오병호 활동가 "댐으로도 홍수 못 막아, 기후변화 고려한 대책 필요"
- CPBC - 기후정의를 말한다 오병호 활동가 "환경문제 해결 위해 환경교육 전문가 양성에 힘써야"
- CPBC - 기후정의를 말한다 오병호 활동가 "기후 위기 속 `좋은 삶` 이끌려면 환경교육 역할 중요해"
- CPBC - 기후정의를 말한다 오병호 활동가 "탄소 중립 이루려면 생물종 다양성 확보 힘써야"
- CPBC - 기후정의를 말한다 오병호 활동가 "기후변화 멈추려면 무분별한 소비주의 멈춰야"
- CPBC - 기후정의를 말한다 오병호 활동가 "인간 스스로 초래한 `기후폭력` 피해 직시해야"
- CPBC - 기후정의를 말한다 오병호 활동가 "과학기술이 환경 문제 해결?...생태형 삶이 유일한 해결책"
- CPBC - 기후정의를 말한다 오병호 활동가 "제로웨이스트 실천, 일회용품 `거절하기`부터"
- CPBC - 기후정의를 말한다 오병호 활동가 "휴가철 `줍깅`하며 탄소 중립 실천을!"
- CPBC - 기후정의를 말한다 오병호 활동가 "줍깅과 식습관 변화로 일상 속 탄소중립 실천을!"